# Тасть
Тасть — река в России, протекает в Республике Мордовия. Правый приток реки Вад.

## География
Река Тасть берёт начало у южной границы посёлка Барашево. Течёт на запад через берёзовые, сосновые и липовые леса. Устье реки находится в 27 км от устья реки Вад по правому берегу. Длина реки составляет 19 км, площадь водосборного бассейна — 136 км².

### Притоки
(указано расстояние от устья)
- 6 км: река без названия (лв)
- 8 км: река Сухая Тасть (пр)

## Данные водного реестра
По данным государственного водного реестра России относится к Окскому бассейновому округу, водохозяйственный участок реки — Мокша от водомерного поста города Темников и до устья, без реки Цна, речной подбассейн реки — Мокша. Речной бассейн реки — Ока.
Код объекта в государственном водном реестре — 09010200412110000028630.